# Motiș, Sălaj
Motiș (în maghiară Mutos) este un sat ce aparține orașului Cehu Silvaniei din județul Sălaj, Transilvania, România.

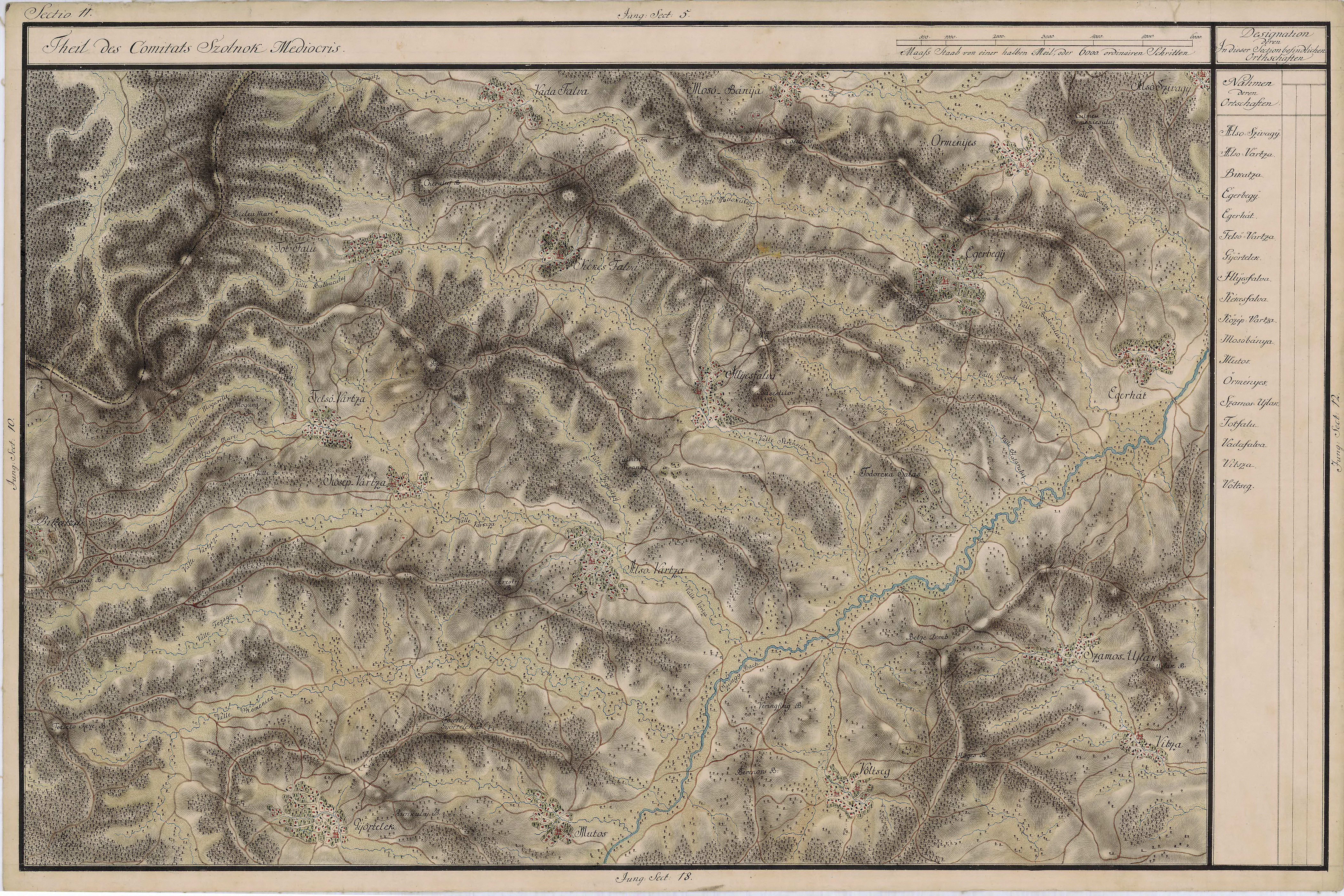
Motiş în Harta Iosefină a Transilvaniei